# Rio Argel
O Rio Argel é um rio da Romênia afluente do rio Moldoviţa, localizado no distrito de Suceava.